# Seznam albanskih kardinalov
Seznam albanskih kardinalov in rimskokatoliških škofov

## E
- Pal Engjëlli

## K
- Mikel Koliqi

## S
- Ernest Simoni